# Hexatoma (Eriocera) weberi
Hexatoma (Eriocera) weberi is een tweevleugelige uit de familie steltmuggen (Limoniidae). De soort komt voor in het Neotropisch gebied.